# Okres Cheb
Cheb (Duits: Eger) is een district in de Tsjechische regio Karlsbad. De hoofdstad van het district is Cheb. Het district bestaat uit 39 gemeenten (Tsjechisch: Obec). Cheb is het meest westelijke district van Tsjechië en is ontstaan in de 19e eeuw. Sindsdien is het meerdere keren van grondgebied veranderd. De laatste keer was op 1 januari 2007, toen de stad Teplá uit okres Karlovy Vary overkwam.

## Lijst met gemeenten
Dit zijn de obcí (gemeenten) van de okres Cheb. De vetgedrukte plaatsen hebben stadsrechten.

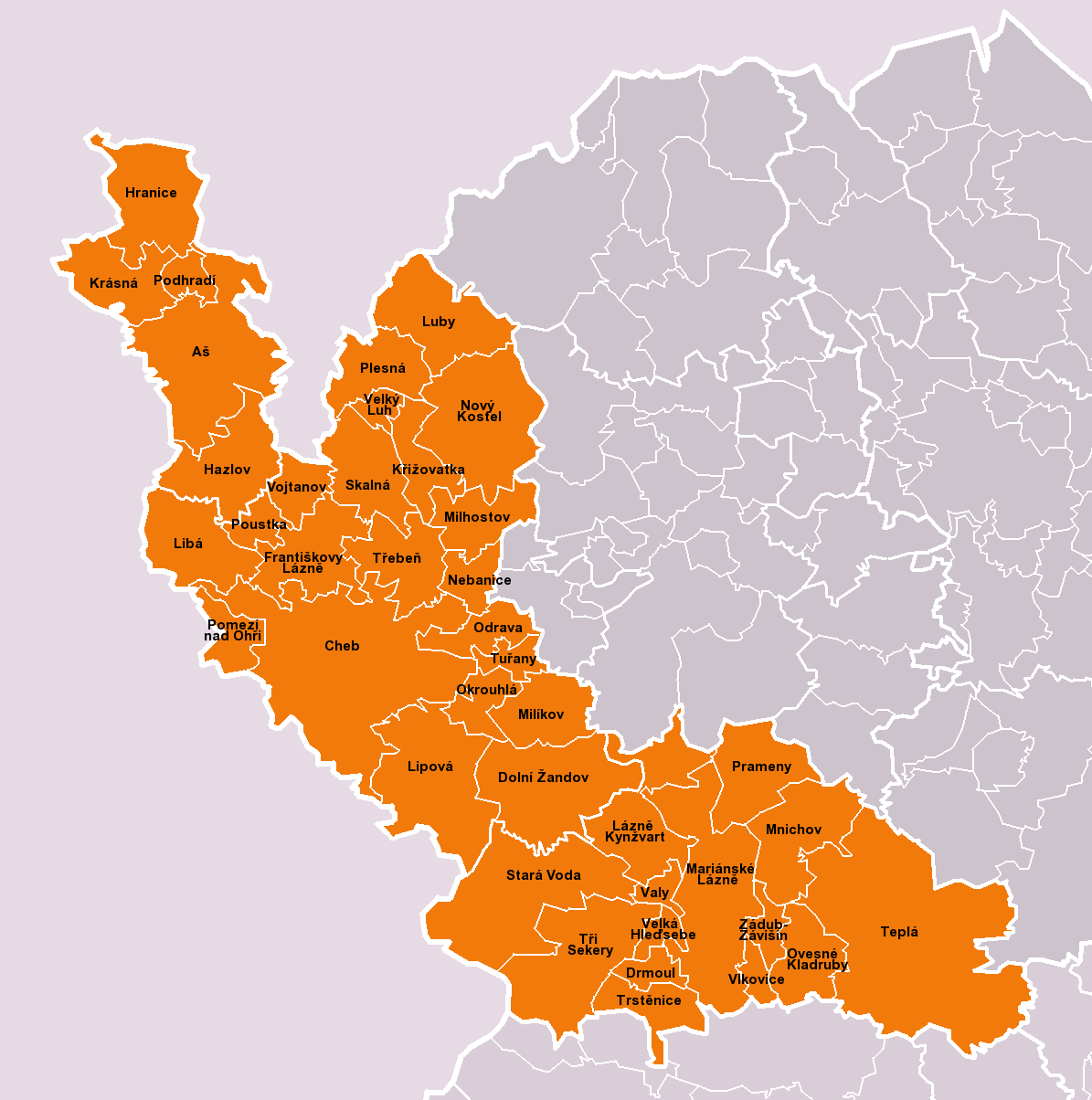
Gemeenten van okres Cheb

Cheb -
Aš -
Dolní Žandov -
Drmoul -
Františkovy Lázně -
Hazlov -
Hranice -
Krásná -
Křižovatka -
Lázně Kynžvart -
Libá -
Lipová -
Luby -
Mariënbad (Mariánské Lázně) -
Milhostov -
Milíkov -
Mnichov -
Nebanice -
Nový Kostel -
Odrava -
Okrouhlá -
Ovesné Kladruby -
Plesná -
Podhradí -
Pomezí nad Ohří -
Poustka -
Prameny -
Skalná -
Stará Voda -
Teplá -
Trstěnice -
Třebeň -
Tři Sekery -
Tuřany -
Valy -
Velká Hleďsebe -
Velký Luh -
Vlkovice -
Vojtanov -
Zádub-Závišín
Cheb · Karlsbad · Sokolov